# محدودیت‌های تردد در کرانه باختری
محدودیت‌های تردد در کرانه باختری، مجموعه‌ای از موانع از جمله پست‌های بازرسی با مأموران دائمی و موقت، موانع بتنی جاده‌ها، دروازه‌های فلزی، تپه‌های خاکی، تونل‌ها، سنگرها و مجموعه‌ای از محدودیت‌های مجوز تردد مفصل است که آزادی رفت‌وآمد فلسطینیان را کنترل و محدود می‌کند.
محدودیت‌های شدید پس از وقوع انتفاضه اول در اواخر دهه ۱۹۸۰ آغاز شد، در این زمان محدودیت‌های سفر در کرانه باختری و نوار غزه تشدید شد و اسرائیل شروع به الزام کارگران غزه به داشتن مجوز کرد.

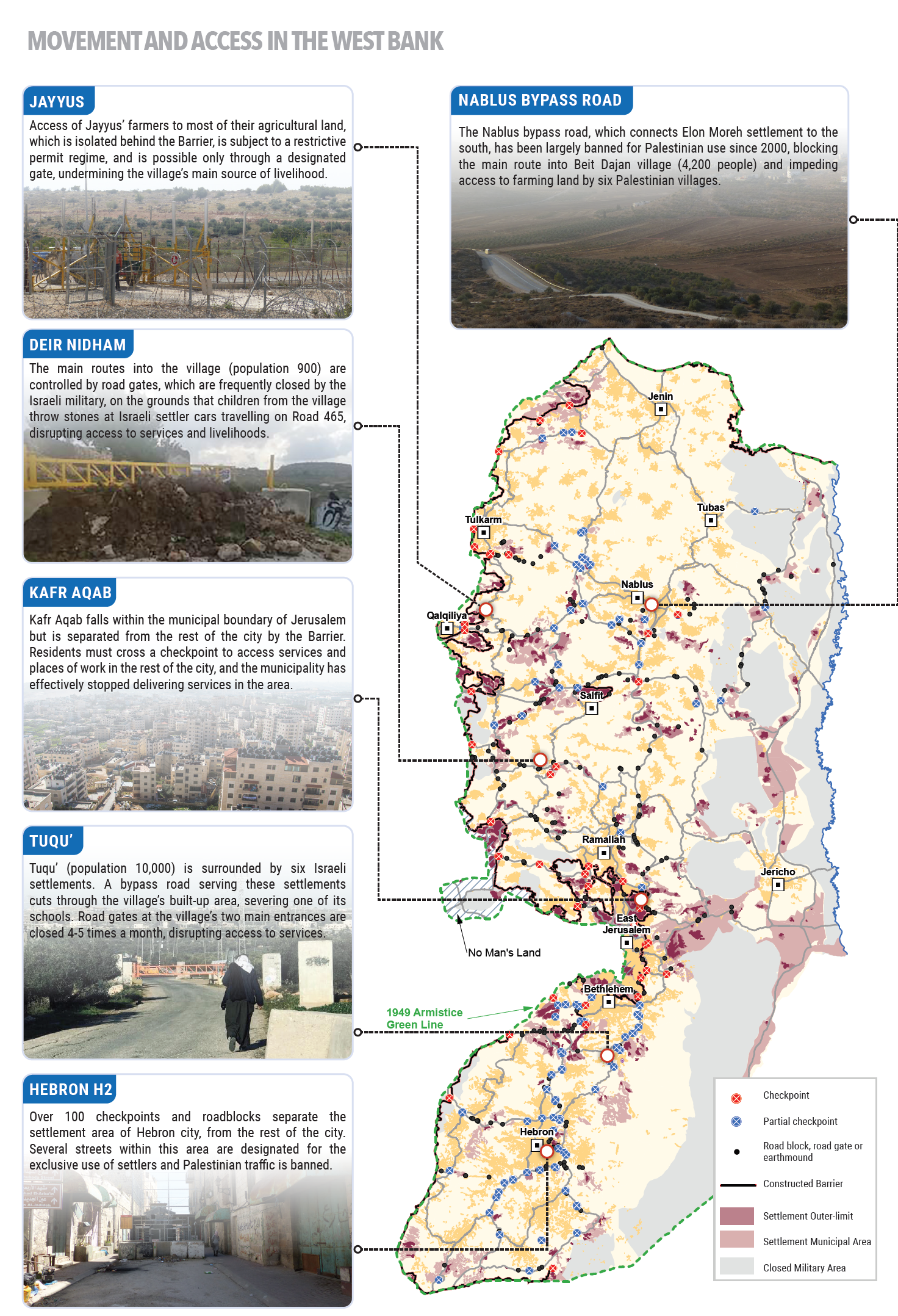
محدودیت‌های دسترسی طولانی‌مدت برای فلسطینیان کرانه باختری

## منطق و تأثیر
دولت اسرائیل بیان می‌کند که این سیستم برای محافظت از شهروندان اسرائیلی در برابر حملات تروریستی فلسطینی‌ها طراحی شده‌است که از سپتامبر ۲۰۰۰ تاکنون بیش از ۱۰۰۰ اسرائیلی را کشته‌اند علاوه بر تحقق بخشی از این اهداف، سامانه انسدادها، جوامع را از سرزمین خود و از یکدیگر جدا کرده و دسترسی فلسطینیان به خدمات بهداشتی و آموزشی، مکان‌های کار و مکان‌های عبادت مذهبی آنها را محدود کرده‌است.

## آرایش فیزیکی

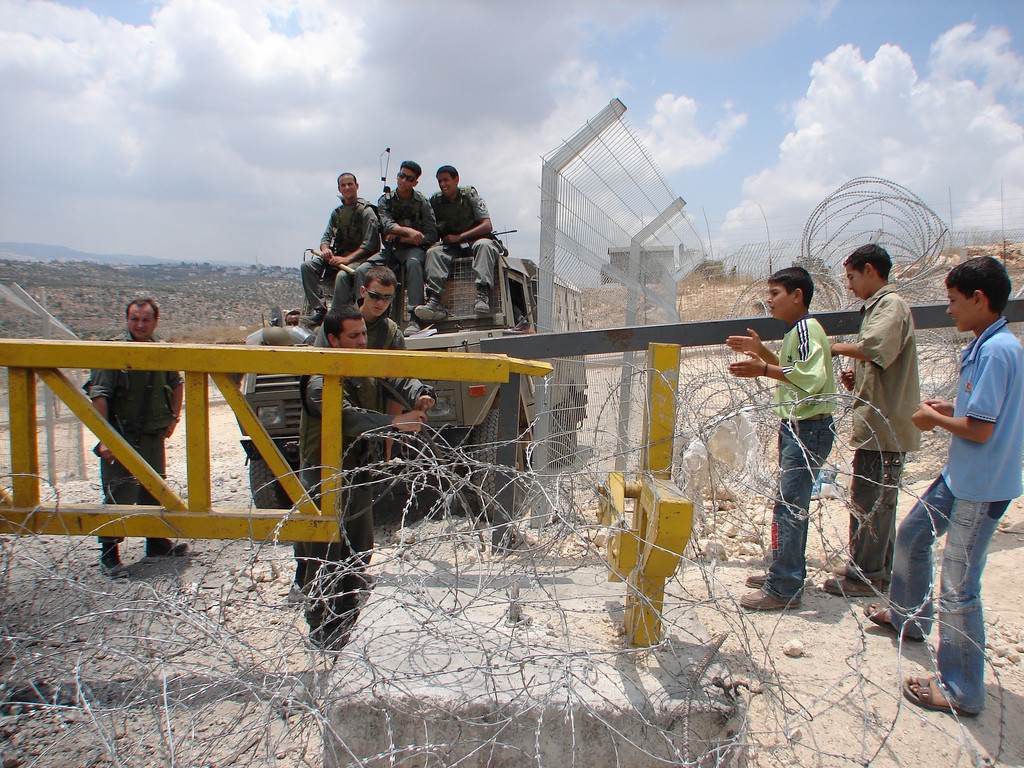
کودکان فلسطینی در پشت حصار

تعداد پست‌های بازرسی و موانع فیزیکی و موارد استفاده و مکان آنها متفاوت است. در حالی که برخی از آنها به گونه‌ای قرار گرفته‌اند که دسترسی فلسطینیان به مناطق اسرائیلی را محدود می‌کنند، اکثر آنها «نه تعامل بین اسرائیلی‌ها و فلسطینی‌ها، بلکه تعامل بین فلسطینی‌ها و فلسطینی‌ها» را محدود می‌سازند. سازمان‌هایی مانند دفتر سازمان ملل متحد برای هماهنگی امور بشردوستانه که چنین تحولاتی را دنبال می‌کنند، اخیراً روند صعودی را گزارش کرده‌اند. تعداد آنها از ۳۷۶ در اوت ۲۰۰۵ به ۵۲۸ در سپتامبر ۲۰۰۶ افزایش یافت. از این تعداد، ۸۳ ایست بازرسی توسط ارتش اسرائیل و/یا پلیس مرزی مورد استفاده قرار می‌گرفت و دیگری ۴۴۵ ایست بازرسی و موانع بدون مأمور بود.

### ایست‌های بازرسی
پست‌های بازرسی دارای مأمور معمولاً از یک مانع با برج‌های مشاهده و سایر بلوک‌های فیزیکی تشکیل شده‌اند که برای کنترل دسترسی عابران پیاده و وسایل نقلیه استفاده می‌شوند.
ایست‌های بازرسی پروازی وجود دارند که چک‌های نقطه‌ای اعلام‌نشده‌ای هستند که دفعتاً برای یک دوره زمانی اغلب در مسیرهای حمل‌ونقل کلیدی در زمان اوج سفر ایجاد می‌شوند. در جولای، اوت و سپتامبر ۲۰۰۶، پست‌های بازرسی پرواز به‌طور متوسط ۱۶۵ بار در هفته مورد استفاده قرار گرفت.